# Protonymphidia
Protonymphidia is een geslacht van vlinders uit de familie van de prachtvlinders (Riodinidae), onderfamilie Riodininae.
Protonymphidia werd in 2000 voor het eerst wetenschappelijk beschreven door Hall.

## Soort
Protonymphidia omvat de volgende soort:
- Protonymphidia senta (Hewitson, 1853)